# من عشقم
 من عشقم نام یک آلبوم موسیقی اثر  امین الله رشیدی، هنرمند ایرانی است که در سبک  سنتی تهیه شده و دارای ۱۱ آهنگ است. 

## فهرست آهنگ‌ها
| ردیف | آهنگ       |
| ۱    | برکه       |
| ۲    | چنگ        |
| ۳    | دور از عشق |
| ۴    | فریاد دل   |
| ۵    | گل برافشان |
| ۶    | کجا روم    |
| ۷    | ماه        |
| ۸    | من عشقم    |
| ۹    | نغمهٔ شادی  |
| ۱۰   | رقص شعله   |
| ۱۱   | تنها چرا   |